# ایون بای
ایون بای (به انگلیسی: Evan Bayh) سناتور سابق عضو حزب دموکرات ایالات متحده آمریکا بود. وی در سال ۱۹۹۹ تا ۲۰۱۱ میلادی سناتور ایالت ایندیانا در سنای ایالات متحده آمریکا بود.
در سال ۲۰۱۶ بای اعلام کرد بر سر کرسی سابق خود که در پی اتمام دوره دن کوتس خالی خواهد بود در انتخابات سال ۲۰۱۶ رقابت خواهد کرد.

## مواضع سیاسی

### ایران
بای در ژانویه ۲۰۰۶ طرحی برای اعمال تحریم علیه ایران را تقدیم سنا کرد.
در ژانویه ۲۰۰۶ او خواهان صدور قطعنامه‌ای به منظور تحریم اقتصادی علیه ایران با هدف بازداشتن ایران از توسعه سلاح هسته‌ای شد.
در سال ۲۰۰۷، بای از متمم کیل-لیبرمن حمایت کرد که یکی از محورهای اصلی انتقاد اوباما از هیلاری کلینتون بود.